# Samlade dikter 1967 - 1967
Samlade dikter 1967–1967 är en diktsamling av Tage Danielsson, utgiven 1967. Samlingen innehåller flera av Danielssons mest kända dikter, till exempel Hungrig vår och Det eviga. Dikterna är genomgående rimmade. Många av dikterna är parodier eller pastischer. I förordet parodierar Danielsson dessutom den biografiska tolkningsmetoden inom litteraturvetenskapen.
Diktsamlingen är indelad i följande avsnitt:
- Den glada perioden
- Eftertankens tid
- Vanmäktig tystnad
- Efter rimkrisen
- Den reaktionära hänförelsens tid
- Den tjusiga perioden
- Trotsåldern
- Den djupa perioden
- Bla-bla-perioden
- Experimentdiktens tid
- Höstdagars klarhet

Dikterna har en omisskännlig doft av 1960-tal; här nämns både flower power och Tage Erlander samt Bertil Ohlin. I dikten Det eviga – som lånat sin titel från Esaias Tegnérs välkända dikt Det eviga men sitt versmått och sin idé från Tegnérs dikt Vid svenska akademiens femtiåra minneshögtid den 5 april 1836 – hyllar Danielsson samtidens populära sångare inom schlager, pop och jazz. Här är strofen om Monica Zetterlund:
En nattklubbsdrottning doftande av logar. 

Ett lingonris som satts i cocktailglas. 

En blond negress från Värmlands huldraskogar. 

Monica Zetterlund. En jazzpaschas, 

en sång som hejdar sej, till hälften hunnen, 

och drar den där när Fröding satt på dass. 

En väv av guldbrokad och vadmal spunnen. 

Men märk det vemodsdraget över munnen: 

ett nordiskt sångardrag, en sorg i rosenjazz. 

Vissångaren John Ulf Anderson gav 1971 ut en LP-skiva med samma namn som boken, där han framför egna tonsättningar av utvalda dikter ur samlingen.